# Diritti cinematografici
I diritti cinematografici sono i diritti provenienti da una proprietà intellettuale usati per la produzione di opere derivate - in questo, un film - sotto la tutela del diritto di copia. 
Ai sensi della normativa anglosassone, in special modo statunitense, l'autore dell'opera originale detiene i diritti cinematografici fin quando non decide di cederli a un produttore per utilizzarli in adattamenti derivati. 
Si presume produttore dell'opera cinematografica chi è indicato come tale sulla pellicola cinematografica. Se l'opera è registrata ai sensi del secondo comma dell'articolo 103, prevale la presunzione stabilita dall'articolo medesimo.
Si considerano invece coautori dell'opera cinematografica l'autore del soggetto, l'autore della sceneggiatura, l'autore della musica ed il direttore artistico.

## Il contratto di opzione cinematografica
Quando uno studio cinematografico acquista i diritti di un'opera (che sia letteraria o di altro genere) si parla di opzione, ovvero un accordo contrattuale tra una casa cinematografica e il detentore dei diritti di un'opera, il quale sceglie di sottostare alla prevendita dei diritti della sua opera prima di una certa data. L'opzione consiste in una semi-acquisizione dei diritti cinematografici di un'opera dalla quale si deciderà poi se trasporla con l'approvazione del semaforo verde. Essa consente ai produttori di ridurre le perdite finanziarie in caso di fallimento del progetto, ed è per questo che è molto comune ed utilizzata nell'industria cinematografica. 
In caso di sviluppo travagliato, per il quale i diritti scadano dopo un lasso di tempo dall'acquisto, essi potranno nuovamente essere comprati o essere ceduti ad un altro studio interessato. Il proprietario dell'opera rimane comunque il detentore dei diritti di base.
Si parla di diritti vitali, nella fattispecie in cui un produttore sia interessato a realizzare un film biografico su una persona, acquistandone di fatto i diritti per utilizzare la vita del soggetto.